# Grays de Providence

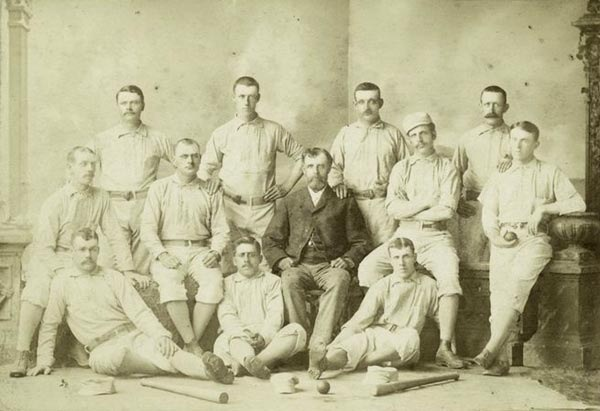
Les Grays de Providence en 1879.

Les Grays de Providence  (Providence Grays en anglais) est un club américain de baseball fondé en 1878 à Providence (Rhode Island) et qui mit fin à ses activités en 1885. Les Grays évoluent dans la Ligue nationale entre ces deux dates. Ils remportent deux titres, en 1879 et 1884. Après le gain du fanion de la Ligue nationale en 1884, les Grays s'imposent face aux Metropolitans de New York, champions de la l'American Association au cours de la première édition des World's Championship Series (3-0).
Les Grays disputaient leurs matchs à domicile au Messer Street Grounds, stade qui fut inauguré le 1er mai 1878.
Parmi les joueurs emblématiques de la franchise, citons John Montgomery Ward et Charles Radbourn, tous deux élus au Temple de la renommée du baseball.
La franchise cesse ses activités en 1885. Un autre club reprendra le nom de Providence Grays en ligue mineure entre 1891 et 1929. Un certain Babe Ruth y joue en 1914.